# U型エンジン

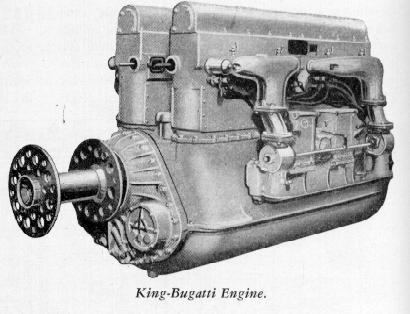
U型エンジンの代表例、ブガッティU型16気筒"キング・ブガッティ"エンジン

U型エンジンの動作

U型エンジンとは2つの直列エンジン（2つのクランクシャフト）をギアかチェーンによって結合したレシプロエンジンである。

## 解説
U型エンジンは、V型エンジンと同様にシリンダーバンクを2つ持つため、ダブルバンクエンジンやツインバンクエンジンなどとも呼ばれる事がある。同程度の排気量・出力のV型エンジンと比較すると、部品点数が多く質量も大きくなって不利であり、今日では一般的ではない。利点は直列エンジンの設計から流用できる部分が多いことで、V型エンジンが一般化する以前に、既存の直列エンジンの設計をベースにより強力なエンジンを作成する手法として多用された。またクランク室を気筒ごとに独立して密閉する必要のある2ストロークエンジンでは2輪車のGPレーサーに採用されていた。
直列以外の配置を2本、ギヤトレーン等で結合した類型としては、水平対向エンジンをベースとしたものはH型エンジン（縦のこともあるが、「H」の字を横に90度寝かせた「エ」の字型配置のこともある）、V型エンジンをベースとしたものはX型エンジンである。さらに極めて特殊な例としては、V型エンジンを並列に連結した（正面から見た恰好としては、カニの鋏状と言えるかもしれない）、He 177の、DB 601を並列したDB 606エンジンがある。

## U型エンジンの例

### ガソリンエンジン
ガソリンエンジンとして、第一次世界大戦中の1916年、イギリスのデイムラーはそれまでの戦車向け105馬力直列エンジンの'Silent Knight'エンジンをベースに、二重直列レイアウトのエンジンを開発した。このエンジンはU型エンジンと同様の2つのシリンダーバンクが一つのクランクケースを共有する外見を有していたが、実際には2本のクランクシャフトはそれぞれ独立して4速トランスミッションを動かしていた為に厳密にはU型エンジンとは異なる物であった。このエンジンは試作のみで終わり、戦車に搭載される事もなかった。

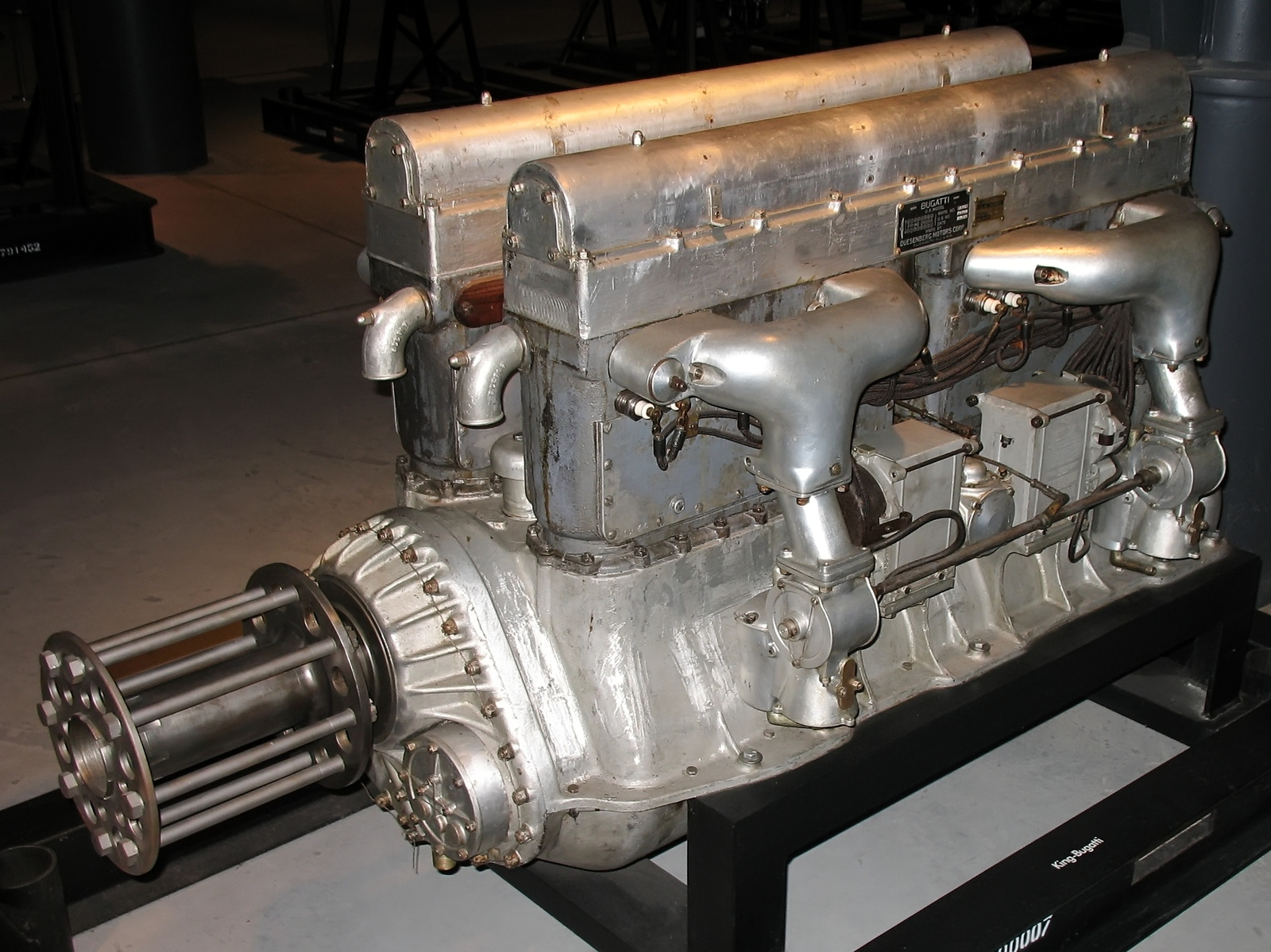
ブガッティU型16気筒"キング・ブガッティ"エンジン

最初に実用化されたU型エンジンは、24.3リッター16気筒のブガッティ・U16エンジンである。このエンジンは当初航空機用エンジンとしてブガッティの創業者であるエットーレ・ブガッティの設計により1915年から1916年に掛けて開発され、特許も取得された。後にブガッティはアメリカのデューセンバーグにもライセンスを供与し、40基が製造された。また、フランスの航空機メーカーのブレゲーは、このエンジンのライセンス供与を受け、第一次世界大戦中にU型16気筒ツインエンジンやU型24気筒エンジンなどを製作した。なお、この形式の本家たるブガッティは1928年に自動車用途向けにU型16気筒のType45エンジンを製作したが、2基のみが生産されただけで終わった。
ブガッティの他にはマトラが1974年頃にシムカ1000ラリーの2つの直列エンジンをチェーンで結合した2.6LのU型8気筒エンジンを載せた最高級のマトラ・シムカ・バゲーラを開発したが、石油危機のためにこの車とエンジンは量産されることはなかった。イギリスでは1919年にデュプレックスがスリーブバルブ直列4気筒を2基並列に並べて1.5Lの10馬力U型8気筒としたデュプレックス・10hpを製造しているが、売れ行きは芳しくなく1921年には倒産してしまった。

### ディーゼルエンジン
U型エンジンのレイアウトを持つディーゼルエンジンは、古くは大型ディーゼルエンジンメーカーであるスルザーやブラックストーンによって製作されていた。船舶用ツインバンクディーゼルエンジンはアメリカ合衆国特許第4,167,857号として登録されているが、現在までこの形式のエンジンが船舶に実際に使用された記録は残っていない。
スルザーはこの形式のエンジンを鉄道用途向けに多数設計し、LDシリーズエンジンとして1930年代から50年以上に渡って販売されるロングセラーエンジンとなっていた。LDエンジンは用途に応じて幾つかのシリンダーサイズが用意され、19(ボア 190mm)、22(ボア 220mm)、25(ボア 250mm)、28(ボア 280mm)、31(ボア 310mm)等の型式番号が与えられている。LDシリーズとその改良型のLDAシリーズは6気筒、8気筒または12気筒のU型レイアウトを採用し、イギリス、ブルガリア、中国、フランス、ポーランド、ルーマニア等の多数の国の機関車で採用された。特にイギリスではイギリス国鉄にて2000-2999馬力級のType4形式機関車(Class 44、Class 45、Class 46、Class 47等)に多数採用されている。
しかし、スルザーは1990年頃に鉄道用途向けエンジンの生産から撤退し、現在ではこのエンジンの系譜は途絶えてしまっている。

## バリエーション
U型エンジンの2本のクランクシャフトは通常同じ方向に回転し、チェーンによって結合されるのが一般的であるが、一部のエンジンではギア駆動により2本のクランクシャフトがそれぞれ反対方向に回転するレイアウトを採る物も存在した。このような逆回転レイアウトのU型エンジンは各シリンダーバンクの振動が打ち消される効果がある一方、各シリンダーバンクの正確な出力制御やギアの耐久性の面で非常に高度な技術が要求される事になる。
スルザーのLDAエンジンでは、2本のクランクシャフトのそれぞれに大きなギアが取り付けられ、中央のアウトプットシャフトを回転させるレイアウトを採っていた。クランクシャフトのギアとアウトプットシャフトのギアの大きさには若干の違いがあり、クランクシャフトが750rpmで回転する時、アウトプットシャフトは1000rpmで回転するようになっていた。これによりエンジンの大きさをコンパクトにする事が可能となった為、ディーゼル・エレクトリック方式を採用した機関車において大型のジェネレーターの搭載が容易とする事が出来た。

## タンデムツイン

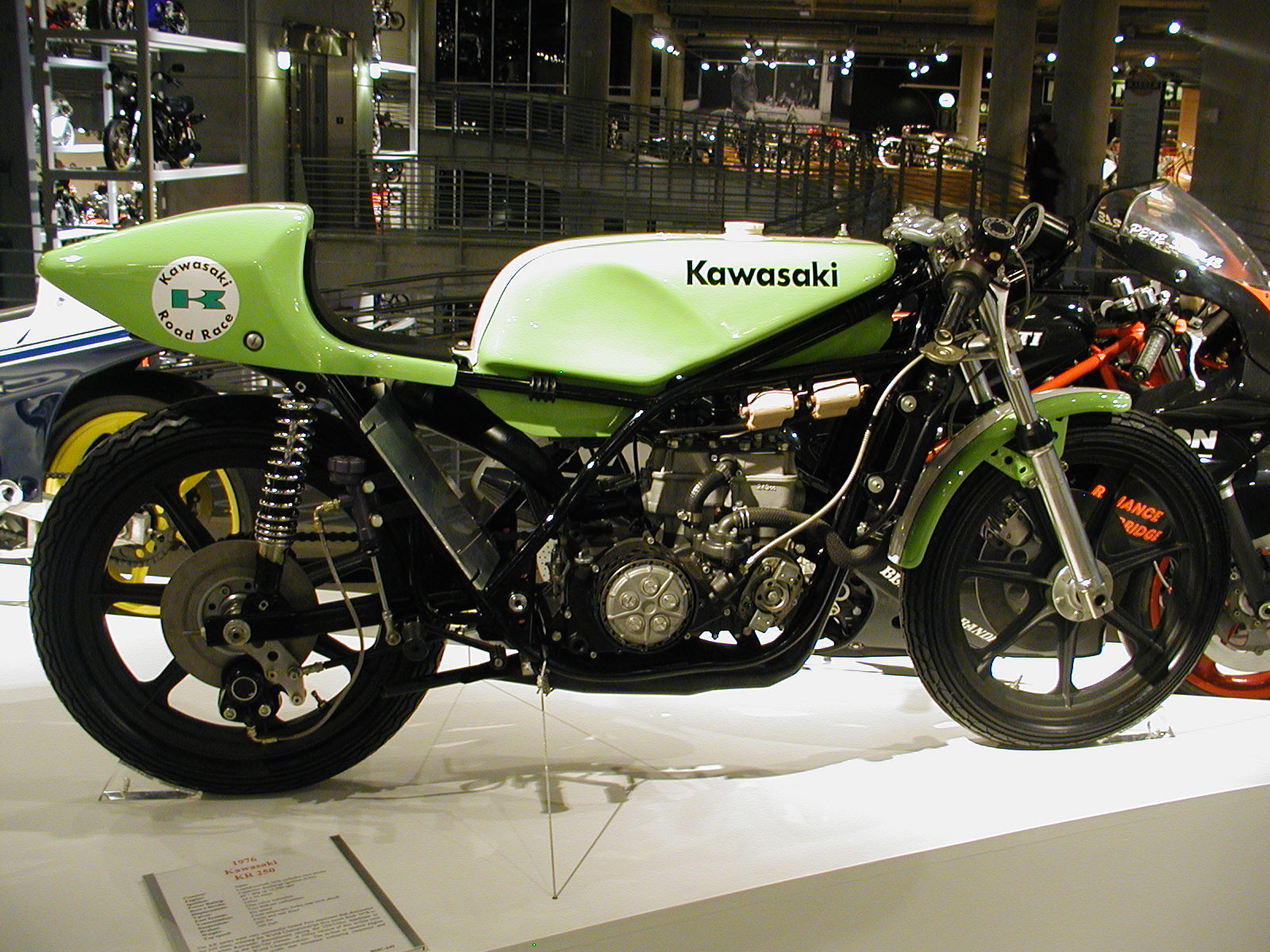
Kawasaki KR250 1976年型（Barber Motorcycle Museum、2006年10月21日撮影）

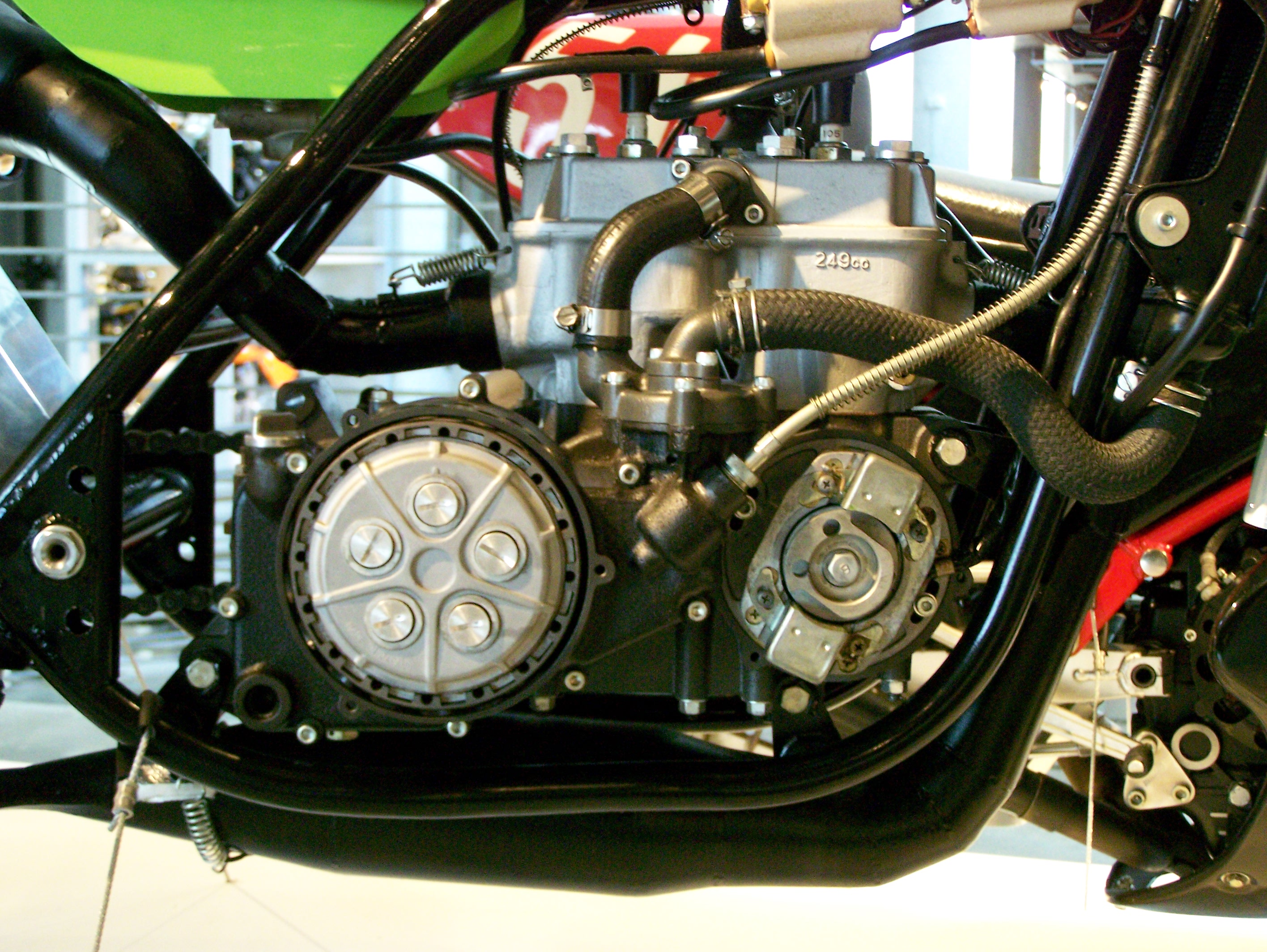
Kawasaki KR250 1976年型のタンデムツインエンジン（Barber Motorcycle Museum、2006年10月21日撮影）

タンデム2気筒（タンデムにきとう/タンデムツイン/Tandem twin）エンジンは単気筒エンジンを横置きで縦に並べて配置したU型2気筒エンジンである。クランクシャフトを2軸持つので複列2気筒、または真の意味での並列2気筒と言える。しかし二輪車業界では単にシリンダーが横（Y軸）に並んでいるエンジンを並列と呼ぶため、横置きでシリンダーが縦（X軸）に並んでいる事から、一般的には直列2気筒と称されている。川崎重工業の2ストロークオートバイでのみ採用された。一次圧縮のためにクランク室を気筒ごとに独立させる必要のある2ストロークエンジンの横幅を抑える利点がある。（特に吸気がロータリーディスクバルブ式の場合に顕著）YZR250等の2軸クランク式V型二気筒もこれの一種といえる。
この形式は1975年のカワサキ・KR350(ロードレーサー)で初めて採用され、前後に置かれた2本のクランクシャフトはギヤによって連動し、前後のクランクは互いに逆回転してクランクの高速回転によるジャイロ効果を低減させている。当初のものは180度の位相でエンジンを点火するように設計されたが、この180度クランクは問題を抱えており、KR350を駆るライダーは疲労し、エンジンやシャシーには振動を与えた。
1976年は、レースではエンジンの仕様を変えず、その間、カワサキはエンジンの設計をやり直していた。新設計のエンジンは同年シーズンの終盤のレースに250cc（KR250）で登場した。このエンジンは単気筒と同じ振動特性となる360度2気筒同爆クランクに変更され、振動の問題をクリアーしていた。
1977年になると350ccのタンデムツインは本格的にレースに復帰し、ミック・グラントがシーズン中盤のダッチTT（オランダGP）でKR350に初勝利をもたらし、さらに、後半のスウェーデンGPでも優勝した。1978年と1979年にはコーク・バリントンが、1981年と1982年にはアントン・マンクが世界チャンピオンとなった。
後にこのタンデムツインエンジンはレーサーレプリカのKR250で一般販売も行われた。KR250ではレーサーKRと異なり、2本のクランクの間にプライマリーギアを設けて前後順回転とし、360度同爆クランクではなく、180度クランクが採用された。シリンダーから発生する振動の問題はプライマリーギア部分に皿バネを多数組み込んだカムダンパーと呼ばれる部品を採用する事で解決したが、このカムダンパーは市販KRで初めて導入された機構であり、耐久性や信頼性に問題を抱えていた。
その上、カムダンパーの調整法がサービスマニュアルの版によって指示内容が異なるという極めて大きな問題があり、後年の版の整備手順に則って正しく組み付け調整を行わなければシリンダーの位相がずれてしまい、大きなエンジントラブルを招く事になった。その為KR250の販売当時はオートバイショップが初版のサービスマニュアルに従っていくら整備を行っても不具合が解決しない個体が多発し、人気は次第に低迷。後継車種のKR-1ではタンデムツインを捨てて一般的な横置き直列2気筒（ただし、カワサキのカタログ表記上は前述のように並列2気筒）が採用された。
ヤマハも1986年にこの形式のシリンダー配置をV型とした2軸式V型2気筒のYZR250(0W82)を投入、86年250ccクラスのタイトルを獲得する活躍を見せるも、その後のシーズンでは伸び悩み、結局1987年シーズン以降は1軸式V型2気筒に切り換えられた。

## スクエア4気筒

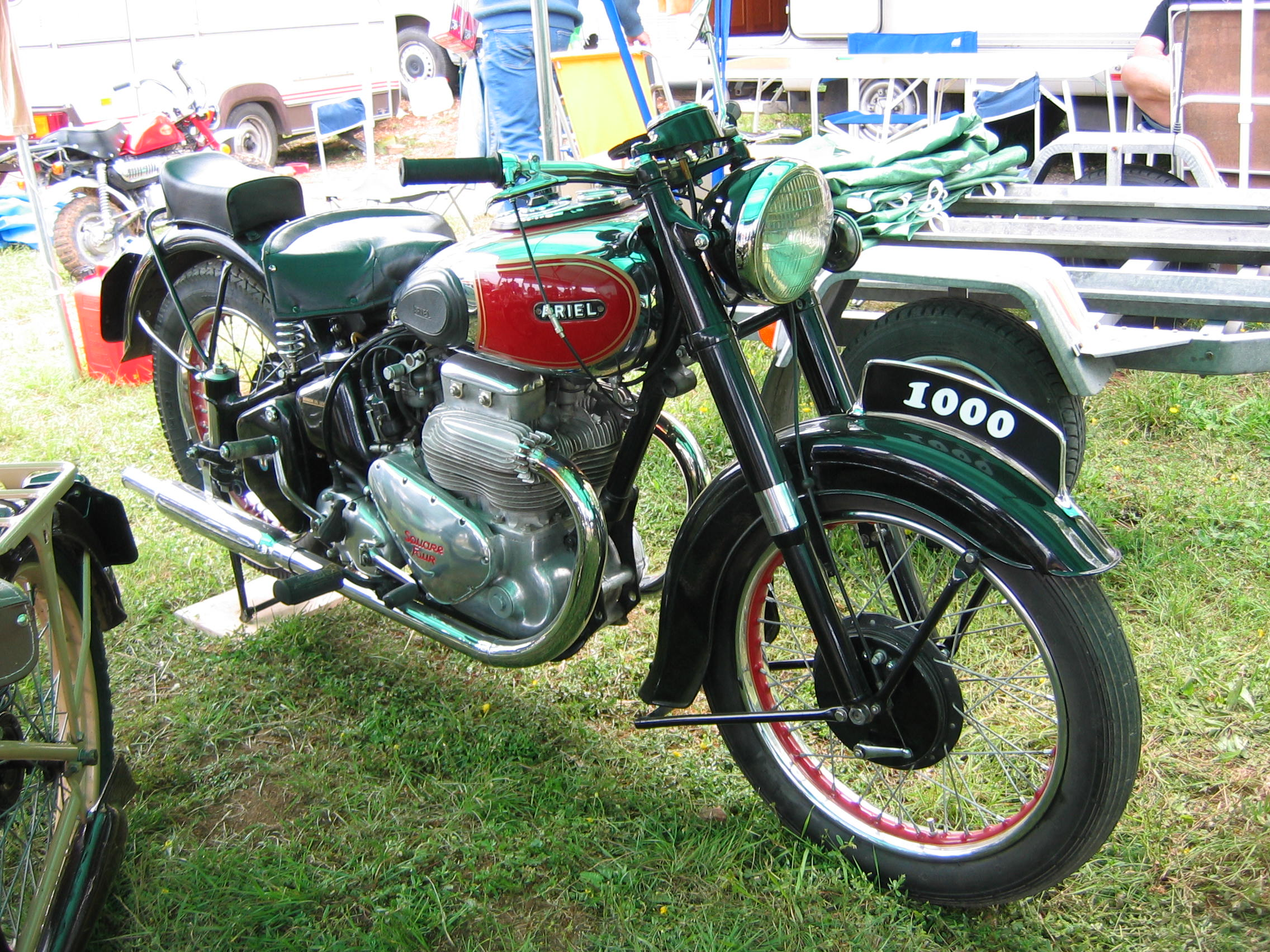
世界初のスクエア4気筒エンジン搭載車である、:en:Ariel Square Four。

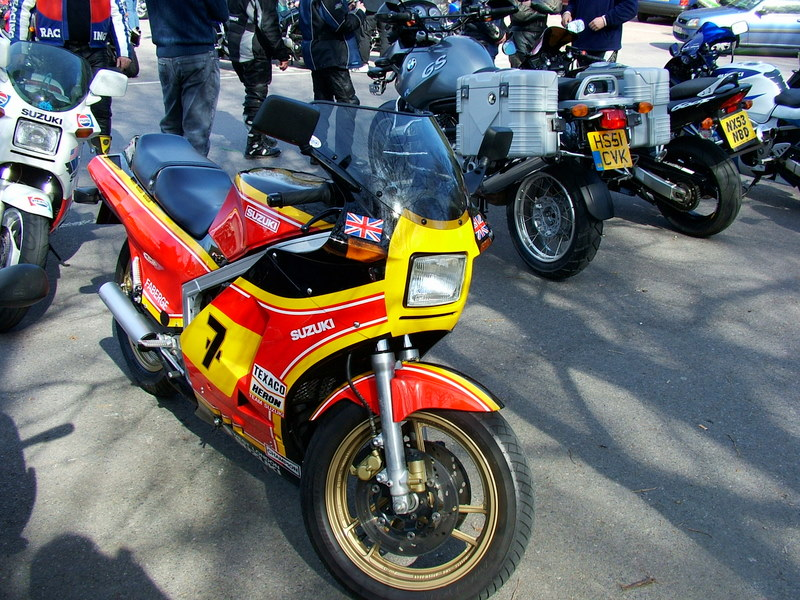
日本を代表するスクエア4気筒エンジン搭載車、スズキ・RG500Γ

スクエア4気筒（スクエアよんきとう/Square four）エンジンはU型4気筒であり、直列2気筒エンジンを横置きで前後に配置したエンジンである。主にオートバイで、採用されていた。
この形式を最初に採用したオートバイはイギリスのen:Edward Turnerの手により開発され、アリエル社によって1931年から1959年に掛けて製造されたアリエル・スクエアフォアである。アリエル・スクエアフォアは空冷4ストロークOHVレイアウトを採用し、イギリスの誇る高性能オートバイとして名を馳せたが、日本車を始めとする海外の高性能オートバイに圧され1959年に姿を消し、メーカー自体も1970年代に消滅する事になった。
その後、スクエア4気筒エンジンはスズキのレース車両であるスズキ・ロードレーサーの2ストロークエンジンとして復活を遂げる事になる。スズキのスクエア4気筒の開発は1964年の125ccワークスレーサーRS65から始まり、当初は4気筒全てのクランクが独立した4軸方式が選択されたが、未知のエンジン形式開発には当初の想定以上に苦慮し、1965年にはRS65エンジンから1気筒を減じて3軸スクエア3気筒としたRJ66を並行開発するなどの紆余曲折を経て、最終的に1967年に4軸スクエア4気筒のRS67及び、シリンダー配置をV型に変更した4軸V型4気筒のRS67IIとして1967年のロードレース世界選手権の最終戦日本グランプリに投入されたが、この年限りでスズキがワークス参戦から一時撤退した為、この1戦のみの参戦に終わっている。
スズキのスクエア4気筒はその後も継続され、1974年にはRG500(XR14)としてレースシーンに再登場。当時もっとも高性能だったロータリーディスクバルブを吸気に採用したため吸気系はエンジン側方となる。当然横には２気筒しか並べられないため前後に2気筒並べ、前後のエンジンのクランクシャフトはギヤで連動させる形となった。排気系統は排気デバイスにSAECを採用し前側2気筒は前方排気、後側2気筒は後方排気とするレイアウトを採り、WGP500を始めとするオートバイレースシーンで活躍。1976年にはバリー・シーンのライディングで500ccクラスを制し、ワークスとしてのスズキが撤退する1983年まで数度の年間タイトルをスズキにもたらしている。
後にこのエンジンはレーサーレプリカのスズキ・RG500Γ/RG400Γのエンジンとして一般販売もされる事となったが、当時の日本国内の大型自動二輪免許取得の厳しさや、当時の中型以上のオートバイの主流であった4ストローク直列4気筒エンジンと比較して極めて経済性に乏しく整備や生産に掛かる手間も大きなエンジンであった事も災いし、商業的にはさほど成功する事はなかった。
この形式は一時ヤマハワークスも追随し、1981年のYZR500(0W54)、翌1982年のYZR500(0W60)にてスクエア4およびロータリーディスクバルブを使用しているが、短期間で採用をやめている。

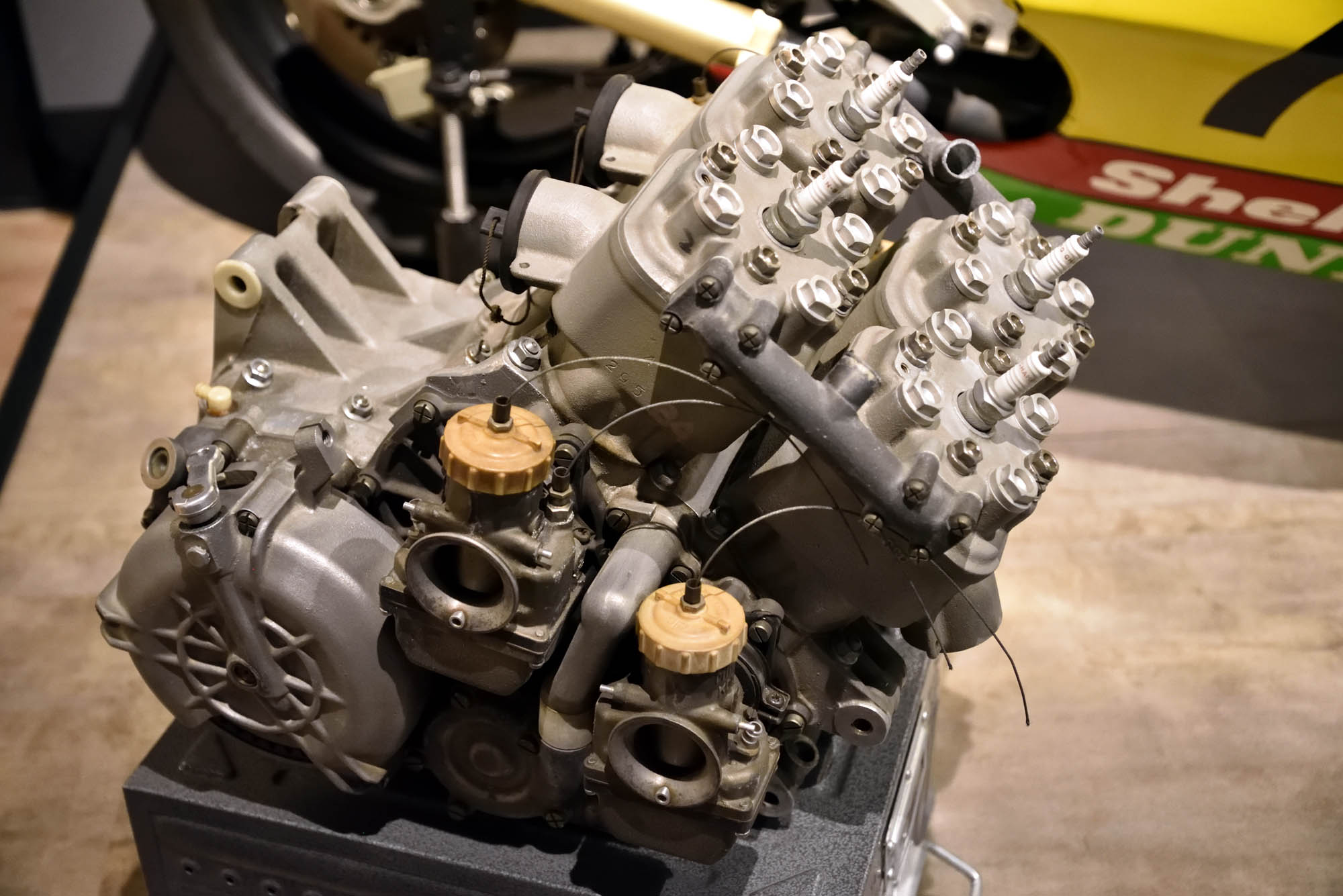
カワサキKR500のスクエア4気筒エンジン。クランクケース側面にキャブレターが装着されている

カワサキも1980年（昭和55年）にスクエア4気筒ロータリーディスクバルブを採用したKR500を投入、350ccクラスを制した元チャンピオンのコーク・バリントンのライディングで500ccクラスに挑戦したが、一度も勝利を上げることなく1982年を最後に撤退。市販レーサーレプリカとして販売される事も無かった。
やがてリードバルブによる吸気が高性能化すると、構造が複雑でエンジン横幅が嵩むロータリーディスクバルブの優位性が消え、スクエア4最終期にはスクエア4のまま吸気をリードバルブとしたエンジンも作られている。1987年（昭和62年）のスズキワークスチームの500ccクラス復帰に際しては前後のシリンダーが平行に配置されるスクエア4気筒ではなく、V型となる後述の2軸式V型4気筒が選択され、その後2002年のMotoGP規定完全移行に至るまでスクエア4気筒は一度も復活することなく終わっている。

### 2軸式V型4気筒
かつてロードレース世界選手権及びMotoGPに参戦していた2ストローク500 ccエンジンを搭載したワークスレーサーに60度ないし75度の2バンク・2シリンダーの構成で各バンクに1本、合計2本のクランクシャフトを駆動するタイプのV型4気筒エンジンが存在した。
このような構成のエンジンはヤマハ・YZR500(及びレーサーレプリカのヤマハ・RZV500R)やカジバ・GP500、スズキ・RGV-Γ500等で採用され、製造メーカー自体はV型4気筒と定義していたが、厳密にはスクエア4気筒の発展系に相当する。
このような形式のエンジンは、古典的な直列4気筒（二輪では横置きのため並列と呼ばれることが多い）や一般的なV型4気筒と比較して二つの利点がある。
一つめはエンジンの幅で、1軸式V型4気筒では1本のクランク上にクランクウェブ・ベアリングのジャーナル・クランクピンを設けなければならず、前後の気筒でクランクピンを共有しない位相クランクを採用した場合には更に幅が必要となり、また前後のシリンダーもクランクピンが置かれた位置により左右方向にオフセットされた千鳥配置とならざるを得ず、エンジンのコンパクト化には限界がある。更に2ストロークエンジンではクランク室を気筒ごとに気密しなければならないため、クランクシール分の厚みも必要となる。
しかし前後のバンクでそれぞれにクランクを持つ2軸式V型4気筒は、バンク角を設けて直列2気筒を前後に並べた構造であり前後バンク間で物理的に干渉が起きないため、純粋に直列2気筒と同じ幅のコンパクトな設計が可能になる。
二つめは2本のクランクシャフトがお互いに逆回転する構造にする事で、前後バンクで各々に発生する回転モーメントを相殺でき、多くの場合にバランスシャフトが不要となる点である。
これにより2軸式としたことで構成部品が増加した重量面でのデメリットを緩和することが可能になる（ただしYZR500(OW61)や、そのレプリカモデルであるRZV500Rでは、前後バンクの2本のクランクに挟まれた出力軸を持つため同方向に回転しており、公道走行用の市販車であるRZV500Rはその出力軸にバランスシャフトを内蔵している）。
この形式の先鞭を付けたのは1967年のヤマハの250 ccワークスレーサーであるRD05Aで、そのエンジンは1964年から1966年の125 ccクラスで実績のあった水冷直列2気筒125 ccのRA97のエンジンを上下に重ねて4気筒化するという奇策により完成した物であった。
RD05Aは250 ccクラスで大きな実績を納め、後に125 cc版のRA31も投入されたものの、500 ccクラスでは並列4気筒が採用されたために一時的に2軸V4は姿を消す事となったが、1982年のYZR500 (0W61) にて復活を遂げ、その後2002年のMotoGP規定完全移行に至るまで、ホンダを除く各ワークスチームの2ストローク500 ccレーサーの主流であり続けた。

## スプリット・シングル

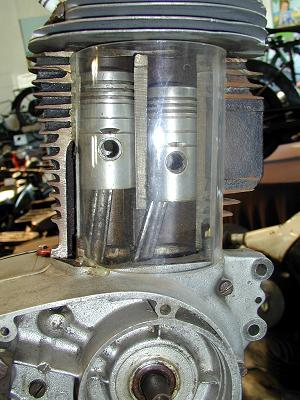
プフのオートバイ用2ストローク1シリンダー2ピストンエンジン

スプリット・シングルに代表される、Uの字状に（一般的な配置では、多くは逆Uの字状に）2本のシリンダにまたがったような燃焼室と2個のピストンによって1つの気筒が構成される、2ストロークエンジンの形式がある。ほとんどが、どちらのピストンも同一のクランクシャフトを共用するので、この記事で説明しているエンジンとは異なるタイプであるが、「U型気筒エンジン」あるいは（それを略して？）「U型エンジン」と呼ばれていることもある。
オーストリアのオートバイメーカー、プフの、2つのピストンがY字型のコネクティングロッドを介して連結されている設計がよく知られている。元々は1912年にイタリアのガレリにより考案されたもので、同様の機構はイギリスのルーカス社やドイツのDKW社でも製造され、日本においてはホープスターのエンジンに採用例がある。